# Jécori
Jécori es un pueblo del municipio de Cumpas ubicado en el centro-este del estado mexicano de Sonora, en la zona de la Sierra Madre Occidental. El pueblo es la cuarta localidad más habitada del municipio, ya que según los datos del Censo de Población y Vivienda realizado en 2020 por el Instituto Nacional de Estadística y Geografía (INEGI), Jécori tiene un total de 477 habitantes.

## Geografía
Jécori se sitúa en las coordenadas geográficas 29°56'12" de latitud norte y 109°44'10" de longitud oeste del meridiano de Greenwich, a una elevación de 710 metros sobre el nivel del mar, se ubica en la rivera del río Moctezuma.